# Francisco Hinojosa
Francisco Hinojosa (Ciudad de México, 28 de febrero de 1954) es un escritor y editor mexicano.

## Biografía
Francisco Hinojosa nació en la Ciudad de México en 1954. Estudió la carrera de Lengua y Literaturas Hispánicas en la Universidad Nacional Autónoma de México. Una gran parte de su obra ha sido dedicada a los niños y jóvenes. Ha impartido talleres de creación en diversos países y estados de la República. Es uno de los autores más destacados de literatura infantil y juvenil en lengua española.
Fue becario en la rama de cuento por el Fondo Nacional para la Cultura y las Artes de 1991 a 1992 y miembro del Sistema Nacional de Creadores desde 1994. En el 2016 fue nombrado embajador de la Feria Internacional del Libro Infantil y Juvenil. Su libro La fórmula del doctor Funes fue llevado al cine en el 2015 bajo la dirección de José Buil. Varias de sus obras han sido adaptadas al teatro.

## Inicios literarios
En la época de su niñez, Francisco Hinojosa desarrolló un particular interés por los cómics debido a que los libros, según el propio autor, estaban “mal diseñados, mal ilustrados y muchas veces traducidos a un español que se usaba en España y no en México”, además de que no era algo que le generara especial interés. La afición por la literatura en él comenzó cuando, a los 16 años, leyó Crimen y Castigo de Fiódor Dostoievski, una novela que le habían regalado a su hermano menor. De esto, él dice: “Era un libro gordote de pastas duras. A los dieciséis años, sin nada qué hacer, lo empecé a leer y me atrapó. Se llamaba Crimen y castigo, de Dostoievski. Regresaba de la preparatoria, comía, hacia la tarea y me dedicaba a leer, hasta que llegó ese momento que a todos los lectores nos parece terrible, horrible, espantoso, esas tres letras que dicen ‘fin’ y te queda un hueco en el estómago” 
Años más tarde, mientras esperaba el inicio de las clases en la Facultad de Medicina de la Universidad Nacional Autónoma de México (UNAM), decidió aprovechar los seis meses que le faltaban antes de usar una bata blanca para estudiar algo que le interesaba mucho, Literatura, en la Universidad Iberoamericana. “Me quedé ahí y, claro, después, en cuanto pude, hice el cambio a la UNAM, donde terminé la carrera de Letras Hispánicas”.
Mientras realizaba sus estudios comenzó a escribir notas y reseñas sobre libros para revistas y periódicos, lo que llamó la atención de los editores de Editorial Novaro, los cuales le encargaron dos libros: uno de versiones de leyendas de espantos de la época de la Colonia y otro de mitos de la creación prehispánica. Gracias al éxito de estas versiones, lo invitaron a ser uno de los seis autores que escribirían un par de cuentos originales dedicados a cierta etapa de la historia de México. Desde ese entonces, la carrera de Hinojosa se desarrollaría sobre todo desde la literatura infantil y a partir de encargos, aun así, no fue sino hasta 1993 que escribe su primer cuento infantil por iniciativa propia, La fórmula del doctor Funes.

## Influencias y estilo
Se ha caracterizado por ser uno de los pioneros de la literatura infantil en México que ha introducido el uso del humor y lo bizarro, concentrándose sobre todo en el género del cuento (aunque ha incursionado en la novela y el teatro). Sobre Hinojosa, Villoro afirma que: “Una veintena de libros acreditan a Francisco Hinojosa como el mejor autor infantil de nuestra tradición”, y sobre su particular estilo, dice que reordena lo cotidiano de manera que “lo que en apariencia resulta inservible —los equívocos, lo ridículo, los lapsus, las emociones fallidas— va a dar ahí”.
Entre sus influencias, Hinojosa a destacado sobre todo a Roald Dahl, aunque también admira a muchos otros como: Ibargüengoitia, Borges, Laurence Sterne, Christine Nostringer, Horst Eckert, conocido por su seudónimo "Janosch" y Albert Sidney Fleischman.

## Ilustradores
Los libros de Francisco Hinojosa han sido ilustrados por múltiples autores entre los que se encuentran Rapi Diego, Ignacio Zárate Huizar, Diego Álvarez, Francisco Toledo, aunque sobre todo ha trabajado con Rafael Barajas “El Fisgón”, el cual ha ilustrado más de diez de sus libros al punto que el escritor declara: “Ya escribo pensando como los va a dibujar El Fisgón”.

## Obras

### Poesía
- Tres poemas, Taller Martín pescador, México, 1981.
- Robinson perseguido y otros poemas, Cuadernos de la orquesta,  México, 1988 / Ediciones Sin Nombre, 2001.

### Narrativa
- Informe negro, Fondo de Cultura Económica, México, 1987.
- Memorias segadas de un hombre en el fondo bueno y otros cuentos hueros, Ediciones Heliópolis, México, 1995.
- Cuentos héticos, Joaquín Mortiz, México, 1996.
- Héticos, hueros, negros, Juan Pablos Editor / Ediciones sin Nombre, México, 1999. (Reunión de tres libros de cuentos.)
- Un tipo de cuidado, Tusquets Editores, México, 2000.
- La verdadera historia de Nelson Ives, Tusquets Editores, México, 2002. (Reunión de tres libro de cuentos.)
- Cuatro novelas y otro cuento, Editorial Aldus / Consejo Nacional para la Cultura y las Artes, México, 2005. (Antología.)
- Poesía eras tú, Almadía, México, 2009.
- Informe negro, Alfaguara, México, 2010. (Historieta ilustrada por Ricardo Peláez.)
- El tiempo apremia, Almadía, México, 2010.
- Negros, héticos, hueros (selección), Secretaría de Cultura del Distrito Federal / Ediciones Sin Nombre, México, 2011.
- Emma, Almadía / UNAM, México, 2014.

### Crónica, ensayo y periodismo
- Un taxi en L. A., Consejo Nacional para la Cultura y las Artes, México, 1995.
- Mexican Chicago, Consejo Nacional para la Cultura y las Artes, México, 1999.
- La nota negra, Tusquets Editores, México, 2003.
- Migraña en racimos, Turner - Ortega y Ortiz, 2006 / Almadía, 2016

### Libros para niños y jóvenes
- El sol, la luna y las estrellas Editorial Novaro, México, 1981. (Adaptación de leyendas de la creación.)
- La vieja que comía gente, Editorial Novaro, México, 1981. (Adaptación de leyendas de espantos.)
- A golpe de calcetín, Editorial Novaro, México, 1982 / Secretaría de Educación Pública, México, 1986 / Fondo de Cultura Económica, México, 2000.
- Cuando los ratones se daban la gran vida, Secretaría de Educación Pública, México, 1986.
- Joaquín y Maclovia se quieren casar (en coautoría con Alicia Meza), Secretaría de Educación Pública, México, 1987.
- Aníbal y Melquiades, Fondo de Cultura Económica, México, 1991 / Colombia, 1993.
- Una semana en Lugano, Alfaguara, México, 1992 / España, 2009.
- La peor señora del mundo, Fondo de Cultura Económica, México, 1992 / Colombia, 1993 / Guatemala, 2012.
- La fórmula del doctor Funes, Secretaría de Educación Pública, México, 1993 / Fondo de Cultura Económica, México, 1994.
- Amadís de anís, Amadís de codorniz, Fondo de Cultura Económica, México, 1993.
- Repugnante pajarraco y otros regalos, Alfaguara, México, 1996.
- Un pueblo lleno de bestias, Editorial Susaeta, Medellín, Colombia, 1997 / Editorial Santillana, México, 2003 / El Naranjo, México, 2009.
- Las orejas de Urbano, Editorial Barrunte, Tamaulipas, 1997 / Alfaguara, 2001.
- Yanka, yanka, Alfaguara, México, 1998.
- El cocodrilo no sirve, es dragón, Alfaguara, México, 1998.
- Buscalacranes, Fondo de Cultura Económica, México, 2000.
- Mi hermana quiere ser una sirena, Alfaguara, México, 2000.
- Ana, ¿verdad?, Alfaguara, México-España, 2000.
- Hoja de papel, Fondo de Cultura Económica y Fundación Televisa, México, 2005.
- Las gallinas de mi abuelo, Ediciones SM, México, 2005.
- Léperas contra mocosos, Fondo de Cultura Económica, México, 2007.
- Al principio. Mitos de la creación, Lumen / CNCA, México, 2007. (Adaptación de mitos de la creación.)
- De domingo a lunes, Fondo de Cultura Económica, México, 2008.
- Malos, buenos y peores, Alfaguara, México, 2010.
- Manual para corregir a niños malcriados, SM, México, 2011.
- El castigo de Lucas, Nostra, México, 2012.
- Manual para corregir a adultos malcriados, SM, México, 2013
- El peor día de mi vida, Alfaguara, México, 2013.
- Con los ojos abiertos, Fondo de Cultura Económica, México, 2015.

### Antologías y libros de texto para preescolar, primaria, secundaria y bachillerato
- Español. Sexto grado. Lecturas (colaborador), Secretaría de Educación Pública, México, 1974.
- Español. Primer grado. Enseñanza secundaria (coautor), Editorial Limusa, México, 1975.
- Literatura mexicana e iberoamericana (en coautoría con Gonzalo Celorio), para bachillerato, Santillana, México, 1999.
- Lecturas 1, Ediciones Castillo, México, 2004.
- Lecturas 2, Ediciones Castillo, México, 2004.
- Lecturas 3, Ediciones Castillo, México, 2004.
- Lecturas 4, Ediciones Castillo, México, 2004.
- Lecturas 5, Ediciones Castillo, México, 2004.
- Lecturas 6, Ediciones Castillo, México, 2004.
- Español 1 (en coautoría con María Baranda), Ediciones SM, Serie Ser y Saber, México, 2006.
- Cuéntame 1. Lecturas para todos los días, Ediciones Castillo, Gobierno de Jalisco, México, 2009.
- Cuéntame 2. Lecturas para todos los días, Ediciones Castillo, Gobierno de Jalisco, México, 2010.
- Léeme. Libro de lecturas para primaria 1. Ediciones Castillo, México, 2012.
- Léeme. Libro de lecturas para primaria 2. Ediciones Castillo, México, 2012.
- Léeme. Libro de lecturas para primaria 3. Ediciones Castillo, México, 2012.
- Léeme. Libro de lecturas para primaria 4. Ediciones Castillo, México, 2012.
- Léeme. Libro de lecturas para primaria 5. Ediciones Castillo, México, 2012.
- Léeme. Libro de lecturas para primaria 6. Ediciones Castillo, México, 2012.
- LM. Léeme 1. Libro de lecturas para secundaria. Ediciones Castillo, México, 2013.
- LM. Léeme 2. Libro de lecturas para secundaria. Ediciones Castillo, México, 2013.
- LM. Léeme 3. Libro de lecturas para secundaria. Ediciones Castillo, México, 2013.
- Literatura Iberoamericana y mexicana (en coautoría con Gonzalo Celorio y Rodolfo Villagómez Peñaloza), Ediciones Castillo, México, 2013.
- Léeme preescolar, Castillo, México, 2013.

### Otros
- León de Greiff, UNAM (Material de lectura), México, s/f (antología).
- Carrito de paletas, SEP, México, 1994 (antología).
- El jefe y el carpintero (guion de un cortometraje dirigido por Walter Tournier), Uruguay, 2000.
- Salsipuedes, una historia de amor, guerra y anchoas (libreto para ópera de Daniel Catán, en coautoría con Eliseo Alberto), Houston, EEUU, 2004.

Traducciones
- Hectic Ethics, City Lights, San Francisco, California, EEUU, 1998. Traducción al inglés de Kurt Hollander. (Antología de cuentos.)
- A Pior Mulher do Mundo, Editora Nova Fronteira, Río de Janeiro, Brasil, 1998. Traducción al portugués de Ecila de Azeredo Grünewald.
- Nunca aos domingos. Uma novela em 100 capítulos, Amauta Editorial, Sao Paulo, 2004. Traducción al portugués de Vanderley Mendonça.
- La peor señora del mundo, Luciérnaga Literaria / CNCA, México, 2000. Instituto Cultural de Aguascalientes, México, 2012. (Traducciones al braille.)
- Ana, ¿verdad?, Chiho Publishing House, 2008. (Traducción al coreano.)
- La Signora più Cattiva del Mondo, Editorial editpress, Florencia, Italia. Traducción al italiano de María Cristina Cecci, 2014.
- Se virando sozinho, SESI-SP Editora, Sao Paulo, Brasil, 2016. Traducción al portugués de Inés Achcar.
- Folha de pepel, SESI-SP Editora, Sao Paulo, Brasil, 2016. Traducción al portugués de J. R. Penteado.
- A pior senhora do mundo, SESI-SP Editora, Sau Paulo, Brasil, 2016. Traducción al portugués de J. R. Penteado.
- Cuentos y poemas en antologías al inglés, italiano, polaco, coreano, lituano y eslovenio.

## Premios y reconocimientos
- Beca del Fondo Nacional para la Cultura y las Artes, México, 1991-1992.
- Premio Nacional de Cuento, San Luis Potosí, 1993.
- Miembro honorario del Sistema Nacional de Creadores de Arte, Fondo Nacional para la Cultura y las Artes, 1993-2000, 2003-2005, 2007-2010, 2010-2013 y 2015-2017.
- Apoyo del Fideicomiso para la Cultura México/Estados Unidos, CNCA, Bancomer, Fundación Rockefeller, 1996-1997.
- Embajador de la Feria Internacional del Libro Infantil y Juvenil, 2015.
- Premio Nacional Letras de Sinaloa, Instituto Sinaloense de Cultura, Gobierno de Sinaloa, 2021.